# Baldoon Castle

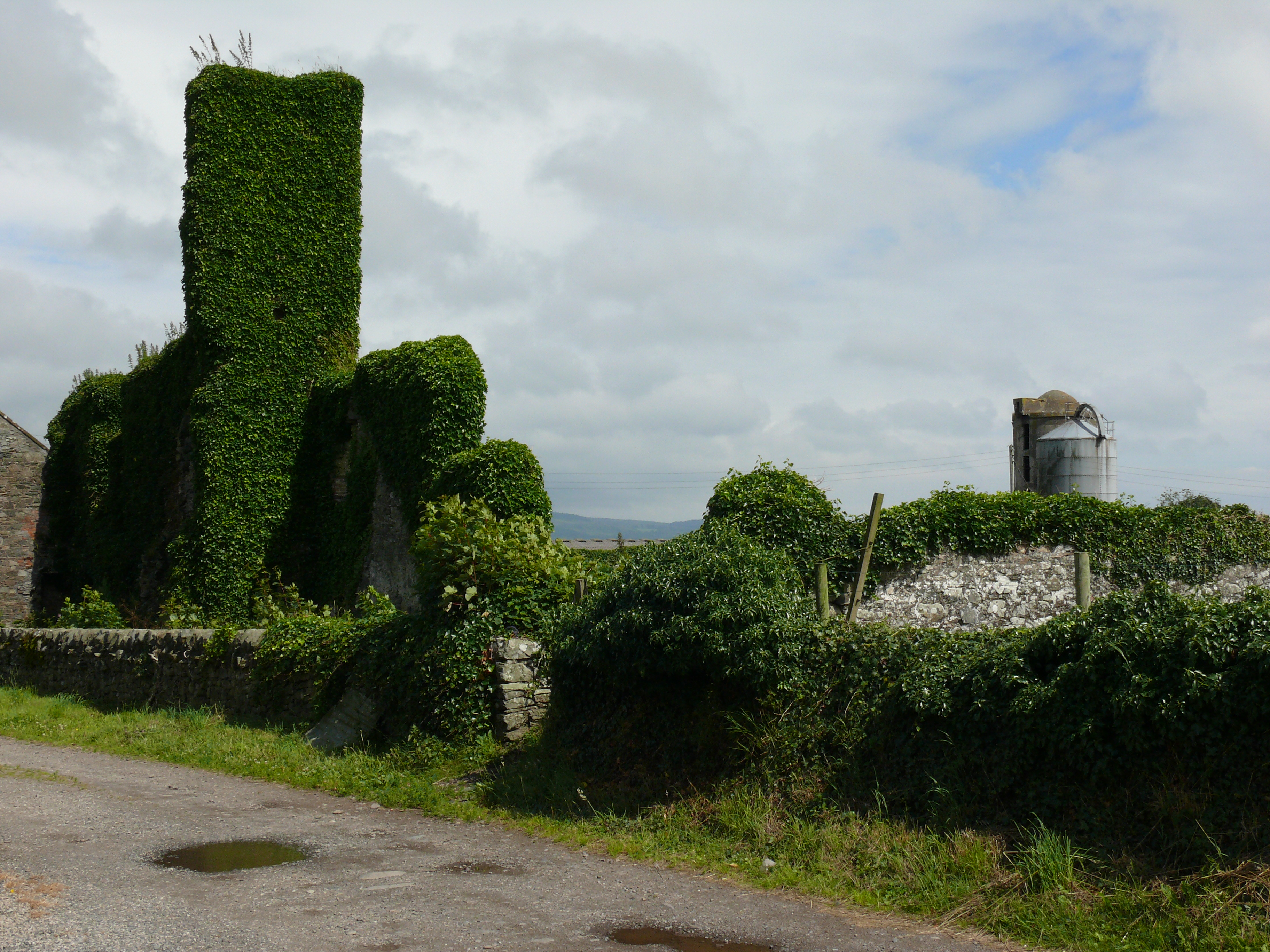
Erhaltene, überwachsene Mauerfragmente

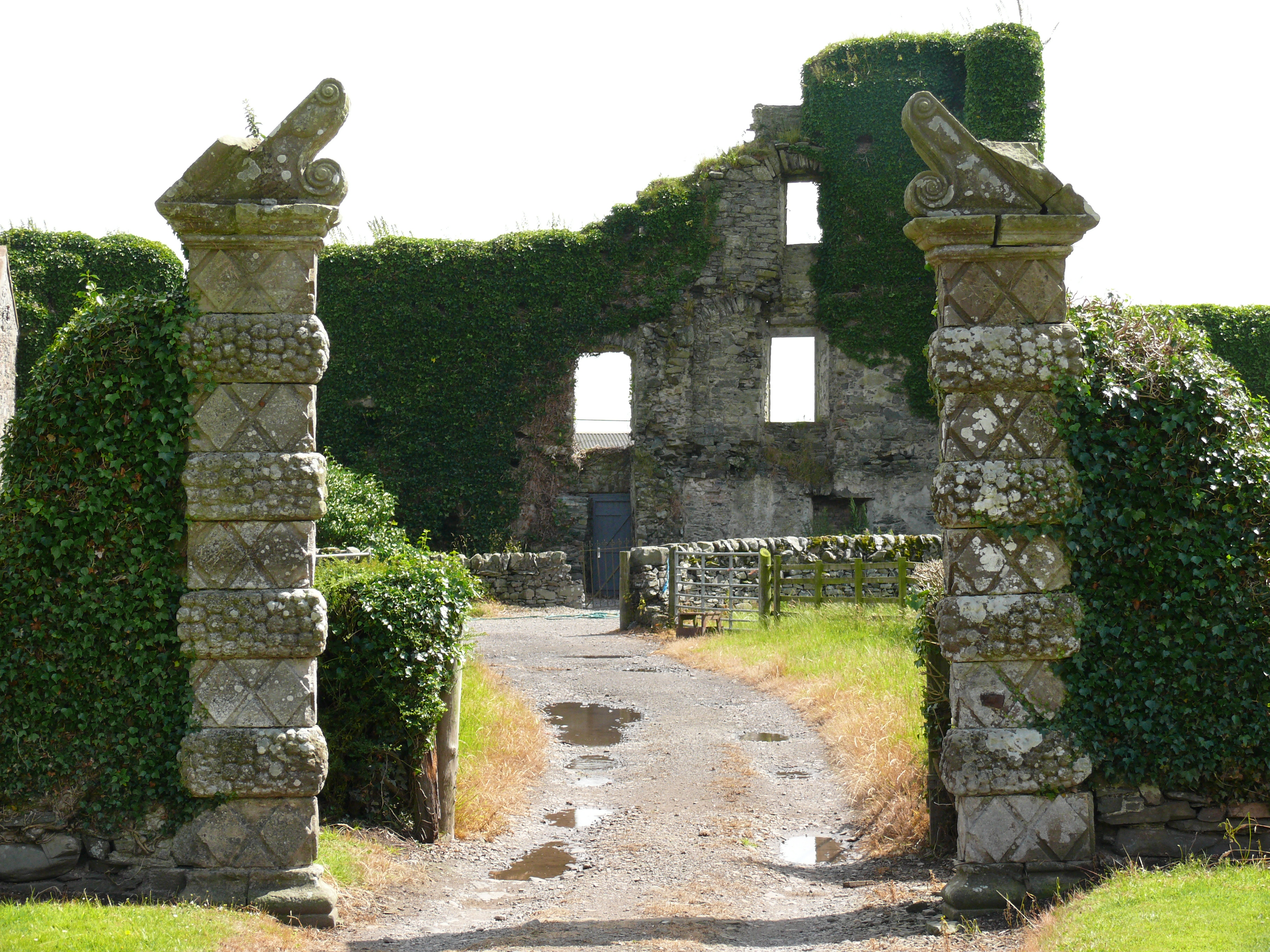
Baldoon Castle mit Torzufahrt

Baldoon Castle ist eine Schlossruine nahe der schottischen Ortschaft Bladnoch in der Council Area Dumfries and Galloway. 1971 wurde die zugehörige Torzufahrt in die schottischen Denkmallisten in der höchsten Denkmalkategorie A aufgenommen.

## Schloss
Die früheste Erwähnung der Ländereien von Baldoon findet sich in Dokumenten aus den Jahren 1533/1534, als sie der schottische König Jakob V. einem Archibald Dunbar zusprach. Wann Baldoon Castle erbaut wurde, ist unbekannt. Als Bauzeitraum wird das frühe 17. Jahrhundert genannt.
Heute sind von Baldoon Castle nur noch wenige Fragmente erhalten. Das größte ist 19,4 m lang und 7,6 m hoch und stammt von der Westfassade. Das Mauerwerk ist rund 76 cm mächtig. Westlich befinden sich die Überreste eines umfriedeten Gartens. Der schottische Schriftsteller Walter Scott nahm Baldoon Castle als Vorlage für das Schloss in seinem Roman The Bride of Lammermoor.

## Tor
Rund 50 m nördlich der Ruine befindet sich die Torzufahrt. Sie stammt vermutlich aus der zweiten Hälfte des 17. Jahrhunderts. Das Renaissancebauwerk gilt als bedeutendes und insbesondere in dieser Region sehr seltenes Exemplar dieser architektonischen Epoche. Die beiden Pfosten weisen einen quadratischen Grundriss auf. Sie sind mit abwechselnden Bändern aus einer Rautenornamentik und einer groben Bossierung verziert. Die abschließenden, verschnörkelten Kappen erzeugen den Eindruck eines gebrochenen, nach oben geöffneten Gesimses.